# Club Olimpo
O Club Olimpo, também conhecido como Olimpo de Bahía Blanca ou simplesmente como Olimpo, é um clube esportivo argentino localizado na cidade de Bahía Blanca, na província de Buenos Aires, na Argentina. Foi fundado em 15 de outubro de 1910 e ostenta as cores amarelo e preto.
Sua principal atividade esportiva é o futebol profissional. O clube disputa o Torneo Federal A, uma das duas ligas que compõem a terceira divisão do sistema de ligas de futebol argentino, desde seu rebaixamento da segunda divisão (Primera B Nacional) ocorrido na edição de 2018–19. O clube manda seus jogos no estádio Roberto Natalio Carminatti, do qual é proprietário, e cuja inauguração ocorreu em 22 de janeiro de 1942. A praça esportiva, também localizada na cidade de Bahía Blanca, conta com capacidade para 18 000 espectadores.

## Títulos
| NACIONAIS | NACIONAIS        | NACIONAIS  | NACIONAIS | NACIONAIS                 |
| Divisão   | Competição       | Associação | Títulos   | Temporadas                |
| --------- | ---------------- | ---------- | --------- | ------------------------- |
| Segunda   | Primera Nacional | AFA        | 3         | 2001–02, 2006–07, 2009–10 |
| Terceira  | Torneo Regional  | CFFA (AFA) | 1         | 1989                      |